# Herdis von Magnus
Herdis von Magnus (født 23. september 1912 i Bogense, død 15. marts 1992 i Gentofte) var en dansk virolog og polioekspert. Efter at have arbejdet med Jonas Salk ledte hun og hendes mand det første poliovaccinationsprogram i Danmark. Hun forskede også i hjernebetændelse.

## Liv og arbejde
Herdis von Magnus er født i Bogense og opvokset i Birkede ved Roskilde. Hendes forældre var lærerne Hans Hansen (1888–1960) og Astrid Marie Nielsen-Rye (1885–1945). Hun blev student fra Roskilde Katedralskole i 1931, og læge fra Københavns Universitet i 1939. Efter at have været læge på Odense amts og bys sygehus og flere københavnske hospitaler, blev hun ansat som assistent på Statens Serum Institut i 1944 og startede en omfattende undersøgelse af encephalomyelitis hos mus forårsaget af en virus som var opdaget af virolog Max Theiler i 1937.
Virologen Jonas Salk offentliggjorde i foråret 1953 sit banebrydende arbejde med en ny poliovaccine, som blev inaktiveret med formalin. Efter at have fået kendskab til gennembruddet, tog Herdis von Magnus sammen med sin mand, Preben von Magnus, på studieophold i Salks laboratorium senere i 1953.
I Danmark begyndte et poliovaccinationsprogrami april 1955, ti dage efter, at de amerikanske sundhedsmyndigheder iværksatte deres landsdækkende indsats. Da de amerikanske myndigheder måtte sætte deres vaccinationsprogram på pause på grund af en fabriksfejl, insisterede Herdis von Magnus på at fortsætte vaccineringen i Danmark, fordi hun var overbevist om, at det serum, der blev fremstillet i Danmark, havde gennemgået en mere grundig kvalitetskontrol og var sikkert at bruge, og det var det.
"At Danmark takket være Herdis von Magnus var forrest i Europa medførte at polioepidemier som i slutningen af 1950erne ramte en del nærliggende europæiske lande, blev undgået i Danmark."
I 1956 blev Herdis von Magnus afdelingsleder på Statens Serum Institut i København, og to år senere blev hun udnævnt til overlæge for enterovirusafdelingen. Fra 1968 til 1980 fungerede hun som sagkyndig rådgiver for Sundhedsstyrelsen, især vedrørende epidemiologi og vaccinationsspørgsmål.
Hun blev i 1939 gift med læge og virolog Preben von Magnus.

## WHO-embeder
- 1952: Medlem af ekspertkomitéen for virussygdomme i FN's Verdenssundhedsorganisation (WHO).[1]
- 1962: Leder af WHO's regionale referencecenter for enterovirus.
- 1974: Leder af WHO's Collaborating Centre for Virus Reference and Research indtil 1980.

## Hæder
Von Magnus fik Tagea Brandts Rejselegat i 1958 og blev udnævnt til ridder af Dannebrog i 1977. Hun fik også flere udenlandske ordener.

## Udvalgte publikationer
- Von Magnus, Herdis and Joseph L. Melnick. "Tonsillectomy in experimental poliomyelitis." American Journal of Hygiene 48.1 (1948): 113-19.
- Melnick, Joseph L., and Herdis von Magnus. "Comparative susceptibility of cynomolgus and other monkey species to poliomyelitis virus by the intracerebral and oral routes." American Journal of Epidemiology 48.1 (1948): 107-112.
- Von Magnus, Herdis, J. H. Gear, and John R. Paul. "A recent definition of poliomyelitis viruses." Virology 1.2 (1955): 185-9.
- Von Magnus, Herdis, et al. "Polio Vaccination in Denmark in April-June 1955. I. The Production of Formalinized Polio Vaccine and Preliminary Results." Danish medical bulletin 2.8 (1955): 226-33.
- Godtfredsen, Annelise, and Herdis Von Magnus. "Isolation of ECHO virus type 9 from cerebrospinal fluids." Danish medical bulletin 4.8 (1957): 233-6.
- Von Magnus, Herdis, and Inger Petersen. "Vaccination with inactivated poliovirus vaccine and oral poliovirus vaccine in Denmark." Reviews of infectious diseases 6.Supplement_2 (1984): S471-S474.